# Ломбардска лига
Ломбардската лига (на италиански: Lega Lombarda) е средновековен военен съюз между комуни в Северна Италия за борба срещу Свещената Римска империя. Въпреки че теоретично става въпрос за един и същ предмет на действие спрямо заплахата за комуналните свободи, обикновено се говори за две различни лиги, разграничаващи два периода на борба: тази срещу император Фридрих I Барбароса и тази срещу император Фридрих II.
Въпреки че водещата ѝ цел е военна, Ломбардската лига има стабилно управление, считано за един от първите конфедерални примери в Европа на комуните.

## История

### Първа ломбардска лига
Първата ломбардска лига е създадена на 7 април 1167 г. в Абатство Понтида близо до Бергамо. Тя е скрепена с легендарната Клетва от Понтида, спомената за пръв път в текстове от 1505 г. Основателите на лигата са комуните на Милано, Лоди, Ферара, Пиаченца и Парма. На 1 декември 1167 г. тя се разширява благодарение на сливането ѝ с Веронската лига (сключена през 1164 г. във Верона с подкрепата на Венецианската република между Верона, Падуа, Тревизо и Виченца), и благодарение на участието на други комуни от Северна Италия (тогава дефинирана като Ломбардия в нейната цялост). Първоначално се включват 26 комуни и впоследствие – 30, сред които Крема, Кремона, Мантуа, Бобио, Бергамо, Бреша, Генуа, Болоня, Падуа, Модена, Реджо нел'Емилия, Тревизо, Венеция, Новара, Тортона, Верчели, Виченца и Верона.
Лигата е създадена, за да се противопостави на Фридрих I Барбароса – император на Свещената Римска империя в опита му да възстанови имперското влияние в Северна Италия. В това си начинание той е подкрепян от два ломбардски града, които имат единствено спорадично участие в Лигата: Павия и Комо. Императорът има претенции за пряк контрол върху Северна Италия с т. нар. Dieta di Roncaglia. Става въпрос за два конгреса, свикани от него през декември 1154 г. и ноември 1158 г. близо до Пиаченца. На конгресите Фридрих I претендира за върховенство на имперската власт според Corpus Iuris Civilis, където волята на императора има функцията на законодателна власт по аналогия с максимата на Улпиан quod principi placuit legis habuit vigorem (от латински: „Онова, което се харесва на принца, има силата на закон“). Императорът на няколко пъти атакува Италианския полуостров с цел възстановяването на имперската власт и наказването на бунтовническите комуни.
Лигата се радва на подкрепата на папа Александър III, който също желае намаляването на имперската мощ в Италия. Град Алесандрия, основан в Пиемонт от Ломбардската лига, носи името на папата и е роден като антиимперска крепост на границата с имперския съюзник Маркграфство Монферат.
В битката при Леняно на 29 май 1176 г. Фридрих I Барбароса е победен от войските на Ломбардската лига начело с Гуидо да Ландриано (според общоприетото вярване те са били предвождани от легендарния ломбардски лидер Алберто да Джусано). След решителното си поражение императорът сключва 6-годишно примирие, траещо до Констанцкия мир от 1183 г., според който средновековните комуни в Северна Италия се съгласяват да останат верни на императора в замяна на пълната местна юрисдикция над техните територии.
Италианският историк от 18 век Джорджо Джулини пише в своите „Мемоари“, че историкът Морена от Лоди лично е видял през 1160 г. миланското Карочо (на италиански: Carroccio) – символ на общинската автономия, на който е стояло „огромно бяло знаме с червен кръст“ – транспарант, който се появява и на Карочо-то, използвано в битката при Леняно. Ломбардската лига всъщност избира за знаме червено-бялото знаме на Милано.
Лигата е възстановена през 1198 и 1208 г. по време на войните между император Ото IV и Филип Швабски.

### Втора ломбардска лига
Възползвайки се от привилегията, дадена им от император Фридрих I Барбароса за използване на лигата по отбранителни съображения, някои комуни взимат решение за създаването на Втора ломбардска лига. Провеждат се месеци тайни преговори под покровителството на папа Хонорий III. На 2 март 1226 г. в църквата „Сан Дзеноне“ в Мозио (днешно подселище на градчето Акуанегра сул Киезе) се срещат делегатите на Милано, Болоня, Пиаченца, Верона, Бреша, Фаенца, Мантуа, Верчели, Лоди, Бергамо, Торино, Алесандрия, Виченца, Падуа и Тревизо, сключвайки военен съюз с продължителност 25 години. Също благодарение на папата към лигата се присъединяват графовете на Биандрате и маркграфът на Монферат, Крема и Ферара Бонифаций II Монфератски, а по-късно, през 1227 г. – и Виджевано.
Лигата си възвръща древния престиж, като се противопоставя на политическите намерения на император Фридрих II, съсредоточени върху нарастването на имперската мощ в Италия. Тези усилия включват битката при Кортенуова (27 – 28 ноември 1237 г.), която удостоверява победата на Фридрих II със завладяването на Карочо-то, по-късно изпратено като дар на папата, и превземането на Виченца от войските на императора. Милано и още пет града продължават да се съпротивляват и през октомври 1238 г. императорът трябва да вдигне обсадата на Бреша. Решаваща е ролята на Болоня, чиито рицари, спечелвайки битката при Фосалта през 1249 г. срещу гибелинска Модена, залавят краля на Сардиния Енцио от Сардиния – син на Фридрих II, който остава затворник в града в продължение на 23 години. За пореден път с папска подкрепа Ломбардската лига успява да осуети опитите на Фридрих II и след това се разпуска след смъртта му през 1250 г.

## Управление
Освен че е военен съюз, Ломбардската лига е един от първите примери за конфедерална система в света на средновековните комуни. Тя има съвет, различен от този на своите членове. Той носи името universitas и е съставен от представители, назначени от отделните комуни, които взимат решения с мнозинство в различни сфери, като напр. приемането на нови членове, войната и мира с императора. Тези им правомощия нарастват все повече и повече с течение на времето и universitas придобиват регулаторна, данъчна и съдебна власт – система, подобна на тази на днешната Директория.
Ако през първия период на лигата комуните нямат голямо участие в конфедералните дела и членовете на universitas са независими, то през втория период те получават известно влияние, което обаче е противовес на по-голяма ангажираност на съветниците с общинската политика. Освен това Ломбардската лига премахва митата, като по този начин се конституира като митнически съюз.

## Участници в Лигата
1. Милано – от 7 април 1167 г.
2. Пиаченца – от 7 април 1167 г.
3. Ферара – от 7 април 1167 г.
4. Лоди – от 7 април 1167 г.
5. Парма – от 7 април 1167 г.
6. Кремона
7. Мантуа
8. Бергамо
9. Бреша
10. Болоня
11. Падуа
12. Реджо
13. Тревизо
14. Виченца
15. Венеция
16. Верона